# Gérard Ruey
Pour les articles homonymes, voir Ruey.
Gérard Ruey, né en 1953, est un producteur vaudois, Suisse.

## Biographie
Gérard Ruey travaille depuis 1974 dans la production cinématographique et audiovisuelle. 
Ancien membre de la Commission fédérale du cinéma et président du Jury des primes de l'Office fédéral de la Culture, Gérard Ruey a collaboré comme assistant réalisateur puis directeur de production avec les cinéastes suisses suivants : Michel Soutter, Jean-Luc Godard, Yves Yersin, Patricia Moraz, Marcel Schüpbach et Jean-François Amiguet.
En 1984, il rejoint Jean-Louis Porchet, créateur de CAB Productions, avec lequel il s'associe.

## Sources
- « Gérard Ruey », sur la base de données des personnalités vaudoises sur la plateforme « Patrinum » de la Bibliothèque cantonale et universitaire de Lausanne.
- « Gérard Ruey » (présentation), sur l'Internet Movie Database
- Hommage à Jean-Louis Porchet et Gérard Ruey : producteurs suisses indépendants, CAB Productions : 66e Rencontre internationale de cinéma de Pontarlier, du 4 au 11 novembre 2008, Théâtre Bernard Blier, Pontarlier [organisé par le] Ciné-Club Jacques Becker - C.E.R.F. - Swiss Films
- Catalogue: Simone Blondeau et Emmanuel Chagrot Pontarlier : C.E.R.F., 2008
- Journées de Soleure: entretien avec Gérard Ruey, producteur de "Tout un hiver sans feu" - tsr.ch - vidéo - info - 19:30 le journal